# San Fernando (Badajoz)
El barrio de San Fernando, también llamado de La Estación, se sitúa en la margen derecha del río Guadiana a su paso por Badajoz, en España. Es, actualmente, uno de los barrios más poblados de esta ciudad.

## Historia
Sus comienzos se remontan a la construcción de la estación de ferrocarriles de la ciudad. Desde entonces ha sufrido diversas remodelaciones y multitud de ensanches. Nació como un barrio industrial y obrero y actualmente es un barrio totalmente residencial
Hoy en día el barrio de San Fernando y Santa Isabel, como es su nombre completo, es un barrio principalmente residencial. El gran boom inmobiliario y el éxodo rural de las décadas de los 60 y 70 hicieron que se construyeran gran número de viviendas, algunas de una altura de hasta 12 pisos, algo poco usual en Badajoz.

## Monumentos

### Hornabeque del Puente de Palmas (sigloXVII):[3]
Se trata de una construcción de tipo militar  y cuenta con una única puerta, la Puerta de San Vicente. De ahí partían los caminos que conducían a Cáceres, Alburquerque y Elvas, y partía un camino cubierto hasta el Fuerte de San Cristóbal. Asimismo el hornabeque cuenta con varias dependencias y salas. Fue restaurado por la Confederación Hidrográfica del Guadiana en la gran reforma de las márgenes del río de 2017.

## El barrio hoy
Tiene dos arterias principales: la avenida Augusto Vázquez y la de Carolina Coronado. Esta última fue la primera calle del barrio, ya que unía la cabeza del único puente que tenía la ciudad cuando llegó el tren, el Puente de Palmas, con la estación de ferrocarril. En esta avenida se puede observar de abajo hacia arriba una insinuación de curva hacia la derecha, que fue realizada para hacer más llevadera a los animales de carga el camino hasta la estación de ferrocarril, al haber una pequeña subida desde el puente hasta esta estación.
Cuenta con un centro de salud junto al parque de San Fernando (el “pulmón” del barrio), tres colegios públicos (Santo Tomás de Aquino, Juan Vázquez y San Fernando), un instituto (San Fernando) donde se imparten clases de Educación Secundaria y Bachillerato aparte de ciclos de cocina y repostería. Además en el barrio se encuentra el Seminario Diocesano de San Atón, donde se forman los futuros sacerdotes de la archidiócesis de Mérida-Badajoz y el colegio diocesano del mismo nombre donde se imparten clases de Educación Secundaria y Bachillerato.
Este barrio carece de algunas de las necesidades tanto urbanísticas como de servicio ya que carece de una piscina pública, instalaciones deportivas. A nivel de comercio es un barrio completo con bastantes mercados para poder abastecerse. 30 de mayo (Patrón de San Fernando), otras fiestas y actividades que se realizan además son la cabalgata de los reyes magos empezando desde la estación de trenes de San Fernando, Desfiles de comparsas, etc.
La creación del paseo fluvial en la margen derecha del río Guadiana, situado en el barrio de San Fernando ha sido importante a la hora de atraer a todo el público de otros barrios y municipios de Badajoz convirtiéndose en una parte importante de la ciudad de Badajoz y dándose a conocer fuera de ella. 
En este barrio encontramos dos parroquias: la de San Fernando y Santa Isabel y por otro lado, la de Santa Teresa de Jesús, levantada en 1987 y regentada por los Padres Carmelitas Descalzos hasta el pasado mes de octubre de 2019, en el que la comunidad carmelita de Badajoz, por falta de vocaciones, se marcha a Sevilla, quedando la parroquia en manos de la archidiócesis de Mérida-Badajoz. Está situada próxima al colegio público Juan Vázquez y frente al Seminario Diocesano San Atón.
San Roque ya no es el barrio más grande de Badajoz, al menos según el número de personas empadronadas. Aunque la diferencia es leve, la barriada de San Fernando es la más popular de la ciudad, con 13.769 vecinos, según datos a fecha de 1 de enero del 2008, frente a los 13.726 de San Roque. Este cambio se debe a que, aunque ambos barrios han crecido respecto a años anteriores, el incremento en San Fernando ha sido mayor (en el 2007 eran 13.493 habitantes) y en San Roque (13.593 habitantes).
En cuanto a monumentos, en el barrio de San Fernando podemos encontrar algunos como la escultura en el parque de San Fernando que rinde homenaje a la memoria de Manuel Rojas Torres, primer alcalde socialista de Badajoz en el período democrático. Las primeras figuras políticas de la región y miembros de la cúpula del PSOE extremeño estuvieron presentes en la ceremonia de inauguración de la escultura. El monumento ha sido levantado por suscripción popular con las aportaciones de numerosos vecinos. La iniciativa surgió cinco años atrás de los colectivos y movimiento sociales de la margen derecha. Una cuenta bancaria fue recogiendo las donaciones voluntarias de los vecinos con un máximo de 20 euros. La figura ha sido realizada por el artista Estanislao García Olivares, autor de otras tres obras escultóricas repartidas por la ciudad. 
Uno de los lugares emblemáticos de la margen derecha entre el barrio de San Fernando y el barrio de Las Ochocientas es el famoso Fuerte de San Cristóbal. Este fuerte es una magnífica fortaleza exterior, construida en el siglo XVII durante la Guerra con Portugal (1640-1668) y la primera construcción que se comenzó a realizar de todo el sistema abaluartado. Era capaz de alojar 12 cañones y hasta 300 fusileros, y sus defensas se completaban con otros elementos que lo hacían casi imbatible en el frente. En esta zona tuvo lugar el 19 de febrero de 1811 la Batalla de Gévora que aparece en el Arco del Triunfo de París por su victoria ante las tropas españolas.
La Asociación de Vecinos de San Fernando es una de las más activas de la ciudad de Badajoz. Por ello se crearon instalaciones con las condiciones necesarias para el barrio. El de San Fernando es el tercer centro cívico que funciona en la ciudad tras los de San Roque y Pardaleras y queda pendiente el de Santa Marina que está aún por terminar. Hasta ahora los vecinos de San Fernando han ocupado "cuchitriles”. Primero fue en la avenida Carolina Coronado, en un edificio junto a la Casa de las Aguas, que se encontraba en pésimas condiciones. Tras tener que abandonarlo, llegaron al de García de Paredes, que se ha ido deteriorando y que no reunía condiciones. Entonces comenzaron a reivindicar una nueva sede, hasta que llegó el proyecto de la inmobiliaria municipal en las antiguas casas del Cebadero. La inversión del centro cívico y la biblioteca fue de un 1.290.000 euros.

## Límites
Limita por el sur con los barrios de Las Moreras, La Cañada y Camino Viejo de San Vicente, y por el norte con el barrio del Gurugú y las Ochocientas Viviendas. Al oeste linda con el polígono industrial El Nevero.
En un futuro breve este barrio puede expandirse hasta llegar a la Universidad de Extremadura; donde se realizará una expansión importante de la ciudad con la construcción de la nueva plataforma logística y la estación del AVE. Además, promociones de vivienda como [Cuartón Cortijo] y remodelaciones del Hospital Universitario de Badajoz y de la Universidad de Extremadura refuerzan esta expansión.